# Echtzeit Verlag
Die Echtzeit Verlag GmbH ist ein Schweizer Buchverlag mit Sitz in Basel und einer Dependance in Zürich, dem Westflügel. Gegründet wurde Echtzeit 2006 von den beiden Art-Direktoren Wendelin Hess und Beat Müller mit dem Journalisten Markus Schneider. Inzwischen sind über 70 Titel, vorwiegend Sachbücher, im Echtzeit Verlag erschienen. Prominente Schweizer Journalisten schreiben über Politik, Geschichte, Wissenschaft, Gesellschaft und Kulinarik. Das Programm umfasst Analysen, Reportagen, Biografien, Essays und eine Reihe klassischer Kochbücher.

## Autoren
Autoren: Ivo Adam, Jost Auf der Maur, David Bauer, Jörg Becher, Sandro Benini, Hanspeter Born, Kurt Brandenberger, Elisabeth Bronfen, Georg Brunold, Hans-Peter Bürki-Spycher, Jean-Martin Büttner, Gion Mathias Cavelty, François Chalet, Katja Früh, Leandra Graf, Carlos Hanimann, Andreas Heller, Jörg Hess, Rolf Holenstein, Paul Imhof, Felix Kauf, Wolfram Knorr, Isabelle Krieg, Simon Libsig, Michael Marti, Michel Mettler, Salome Müller, Bernhard Odehnal, Oswald Oelz, Michèle Roten, Daniel Ryser, Peter Rüedi, Michael Schindhelm, Birgit Schmid, Constantin Seibt, Christian Seiler, Eugen Sorg, Margrit Sprecher, Res Strehle, Kaspar Surber, Peer Teuwsen, Christian Uetz, Reeto von Gunten, Max Wey, Thomas Widmer und Peter Wälty.
Kochbücher von: Julia Child, Tine Giacobbo, Marcella Hazan, Fergus Henderson und Marianne Kaltenbach.